# Kneesworth
Kneesworth – przysiółek w Anglii, w Cambridgeshire, w dystrykcie South Cambridgeshire, w civil parish Bassingbourn cum Kneesworth. Leży 17,8 km od miasta Cambridge i 63,2 km od Londynu. W 1961 roku civil parish liczyła 144 mieszkańców.